# Dianya (köpinghuvudort i Kina, Hubei Sheng, lat 31,40, long 111,33)
Dianya (kinesiska: 店垭, 店垭镇) är en köpinghuvudort i Kina. Den ligger i provinsen Hubei, i den centrala delen av landet, omkring 300 kilometer väster om provinshuvudstaden Wuhan. Antalet invånare är 14 271. Befolkningen består av 6 936 kvinnor och 7 335 män. Barn under 15 år utgör 12,0 %, vuxna 15-64 år 75 %, och äldre över 65 år 12,0 %.
Runt Dianya är det ganska tätbefolkat, med 116 invånare per kvadratkilometer. Närmaste större samhälle är Zhangcunping, 16,6 km sydväst om Dianya. I omgivningarna runt Dianya växer i huvudsak blandskog.
Genomsnittlig årsnederbörd är 1 269 millimeter. Den regnigaste månaden är augusti, med i genomsnitt 242 mm nederbörd, och den torraste är december, med 13 mm nederbörd.